# 格爾西納鄉
46°59′N 26°18′E / 46.983°N 26.300°E
格爾西納鄉（羅馬尼亞語：Comuna Gârcina, Neamț），是羅馬尼亞的鄉份，位於該國東北部，由尼亞姆茨縣負責管轄，面積27平方公里，海拔高度410米，2007年人口4,712，人口密度每平方公里176人。